# طارق سالم (لاعب كرة قدم)
طارق سالم (26 يوليو 1987 - ) هو لاعب كرة قدم مصري في مركز الهجوم.

## وصلات خارجية
- طارق سالم على موقع قاعدة بيانات كرة القدم.إي يو (الإنجليزية)
- طارق سالم على موقع Soccerway.com (الإنجليزية)